# Podul Minciunilor din Sibiu
Podul Minciunilor (în germană Lügenbrücke) sau Podul culcat (Liegenbrücke) este un pod metalic din orașul Sibiu, construit în anul 1859 deasupra străzii Ocnei care făcea legătura între Orașul de jos și Orașul de sus. El este o pasarelă pietonală ce face legătura dintre Piața Mică (în germană Kleiner Ring) și Piața Huet (în germană Huetplatz). El este cel mai vechi pod din fontă aflat în serviciu pe teritoriul actual al României.
Podul metalic (Podul Minciunilor) din Sibiu a fost inclus pe Lista monumentelor istorice din județul Sibiu din anul 2015, având codul de clasificare  SB-II-m-A-12107.

## Istoric

### Construirea pasarelei
Până la mijlocul secolului al XIX-lea, accesul în cetate se făcea printr-un tunel curbat, ce trecea pe sub un rând de case, edificate începând cu mijlocul secolului al XV-lea, care împărțeau Piața Mică în două părți.Partea nordică a acestui complex de clădiri se termina cu un turn de apărare edificat inițial in secolul al XIII-lea, mai târziu transformat in locuințe, sub care se realiza accesul in tunel și Piața Mică. Tot pe latura nordică au existat și două accese pietonale, scări de lemn, se pare acoperite, ce flancau strada. La reconstrucția scărilor in anii 1850, doar scara de pe latura estică a fost realizată integral (Burgerstiege - Scara Cetățenilor), cea de pe latura vestica fiind realizată pâna la jumătate. Tunelul se termina la sud sub Biserica Arcadelor, o clădire mai veche, transformată la începutul secolului al XVIII-lea in biserică evanghelică. Aceasta clădire beneficia de arcade atât la nivelul tunelului, căt și la nivelul pieței. O descriere amănunțită a acestui complex de clădiri, poate fi găsită in Albumul Böbel, ce cuprinde acuarele, planuri și descrieri ale Sibiului realizate de cunoscutul pictor sibian, Johann Böbel (1824-1887).
Săpături arheologice realizate in anii 2005-2006, au scos la iveală în zona podului, spre Piața Huet, un prim parapet al pasajului, din cărămidă, cu un arc semicircular înalt de peste 4 metri, se pare folosit pentru a aproviziona pivnițele și magazinele direct din tunel și resturi de pivnițe, aparținănd clădirilor de pe tunel, demolate începănd cu anul 1849.
Locul pe unde trecea tunelul era denumit „Băncuțele Minciunilor”, acest nume fiind dat de Damasus Dürr în secolul al XVI-lea. După cum a scris Emil Sigerus în "Chronik der Stadt Hermannstadt" , într-un document din 24 noiembrie 1771 se menționa că "trecerea pe sub Podul Minciunilor este iluminată noaptea de trei lanterne și păzită de trei santinele". De o parte și de alta a intrării în tunel, existau pe la 1837 două căsuțe de gardă, păzite de militari.
Ca urmare a faptului că zona devenise insalubră, fiind sufocată de gunoaie care produceau un miros pestilențial, magistratul orașului a luat decizia de a demola acest rând de case, ce se întindeau până aproape de Turnul Sfatului. Casele aflate în zona tunelului au fost demolate în 1851, iar tunelul a fost spart, în locul său amenajându-se un culoar de trecere. La început, peste strada Ocnei a fost construită o pasarelă pietonală de lemn care făcea legătura între Piața Mică și Piața Huet.
Podul din fontă este turnat in 1859, in turnătoria din Filia ("Füle-i hámor"). Acesta a fost montat la Sibiu în anul următor, fiind deschis în mod oficial la 17 decembrie 1860. Din punct de vedere cronologic, acest pod (de fapt o pasarelă pietonală) este al treilea pod din fontă construit pe teritoriul de azi al României, primul fiind construit în 1841 peste râul Timiș, la intrarea în Caransebeș, în timp ce al doilea pod a fost construit în 1833 la Lugoj și s-a prăbușit doi ani mai târziu sub greutatea unei cirezi de bivoli.
Acest pod a servit inițial, după spusele localnicilor, pentru circulația căruțelor. Localnicii cu denumit pasarela "Podul minciunilor". Autoritățile orașului au amenajat o promenadă superioară pe pod și una pe sub pod, ambele fiind luminate de felinare.
Felinarele de pe promenada superioară și-au schimbat forma în decursul timpului. La început, pe suporții de la marginile balustradelor era câte un singur felinar, pe care autoritățile maghiare le-au schimbat cu felinare fără pereți de sticlă și cu însemnul regalității (o coroană aflată deasupra acoperișului). După Unirea Transilvaniei cu România, s-au menținut felinarele existente anterior, tăindu-se doar coroana de deasupra. Ulterior, s-a modificat suporții de fontă pe care s-au amplasat câte două felinare.
În octombrie 2006, firma germană Alfred Kärcher Gmbh & co. KG, specialistă în proiectele de restaurare, a curățat și restaurat Podul Minciunilor. Specialiștii restauratori au acordat o atenție deosebită păstrării patinei fontei, aceasta fiind curățată cu gheață uscată și protejată cu un strat de zăpadă carbonică întărită. Lucrarea a fost executată gratuit, fiind considerată o "sponsorizare culturală" pentru Sibiu, oraș declarat Capitală Culturală Europeană a anului 2007. Podul a fost inaugurat oficial de primarul Klaus Johannis.

### Legende
Pasarela pietonală ce leagă Piața Mică de Piața Huet este denumită popular „podul minciunilor” sau „podul mincinoșilor”. Deoarece podul nu era construit pe piloni, el a fost denumit în germană Liegenbrücke, ceea ce însemna în traducere "podul culcat". Această denumire este aproape omofonă cu Lügenbrücke , motiv pentru care unii localnici au început să-l numească "podul minciunilor" și așa au apărut legendele care-i justifică denumirea.
Cu privire la această denumire circulă patru legende și anume:
- O legendă spune că pe acest pod obișnuiau să se plimbe cuplurile de îndrăgostiți. Tinerii își jurau acolo iubire veșnică, iar fetele afirmau că sunt fecioare. Însă, după noaptea nunții, se descoperea că unele fete erau mincinoase. Acestea erau târâte pe pod, fiind aruncate peste balustradă.
- În Sibiu locuiau mulți cadeți care studiau la Academia Militară. Aceștia își dădeau întâlnire pe pod cu tinerele domnișoare localnice, le promiteau multe și apoi erau lăsate să-și aștepte în zadar bărbații care uitau de ele și de jurămintele de amor.

- După o altă legendă, în Piața Mică din Sibiu se țineau mai multe târguri, iar, după ce ajungeau acasă, unii cumpărători își dădeau seama că au fost păcăliți. Ei se întorceau în piață și îi luau de piept pe negustorii mincinoși și, în hohotele de râs ale mulțimii, îi aruncau de pe pod. Astfel, când poposeau din nou la Sibiu negustorii se temeau să îi mai înșele pe localnici.

## Descriere
Podul Minciunilor din Sibiu este construit din fontă și are două balustrade metalice formate din 8 panouri cu cercuri cu decor radial, goticizant.
Podul prezintă o singură deschidere de 10,40 m, formată din patru traverse metalice arcuite, asamblate la cheie prin bulonare și decorate cu rozete și cu câte un brâu de elemente înscrise în cercuri. Arcele au secțiune constantă (circa 50x10 cm) cu ornamente vegetale sau geometrice de factură neogotică. Traversele metalice arcuite din partea de sud au cercurile cu diametru maxim decorate cu stema Sibiului, iar cele din partea de nord poartă inscripțiile “1859”, respectiv “FRIEDRICHS HÜTTE”.
De o parte și de alta a podului, înspre sud și nord, pe marginile de piatră ale pasajului pietonal de sub pasarelă se află patru corpuri de iluminat din fontă turnată.

## Imagini

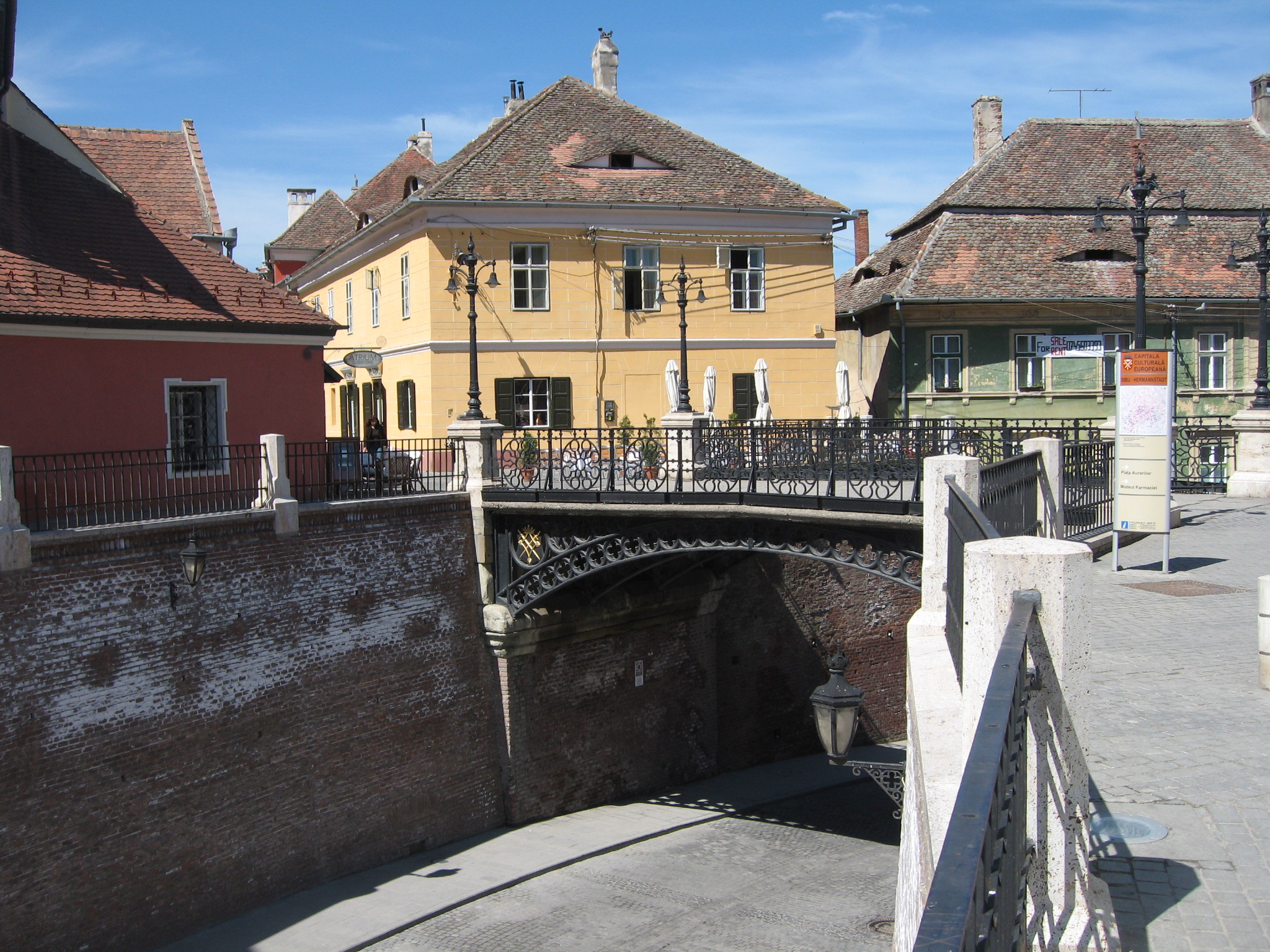
Podul Minciunilor
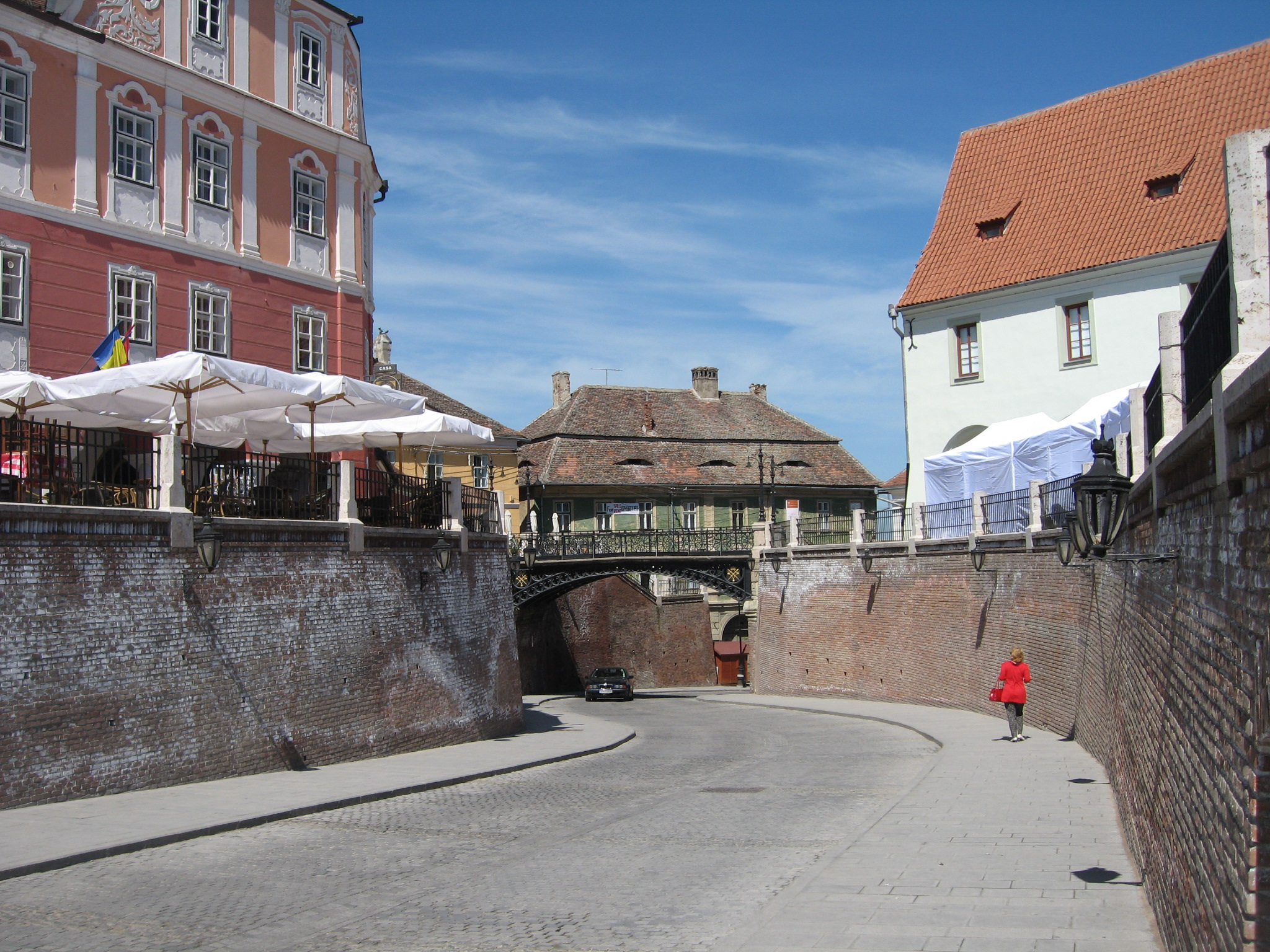
Podul Minciunilor văzut dinspre sud
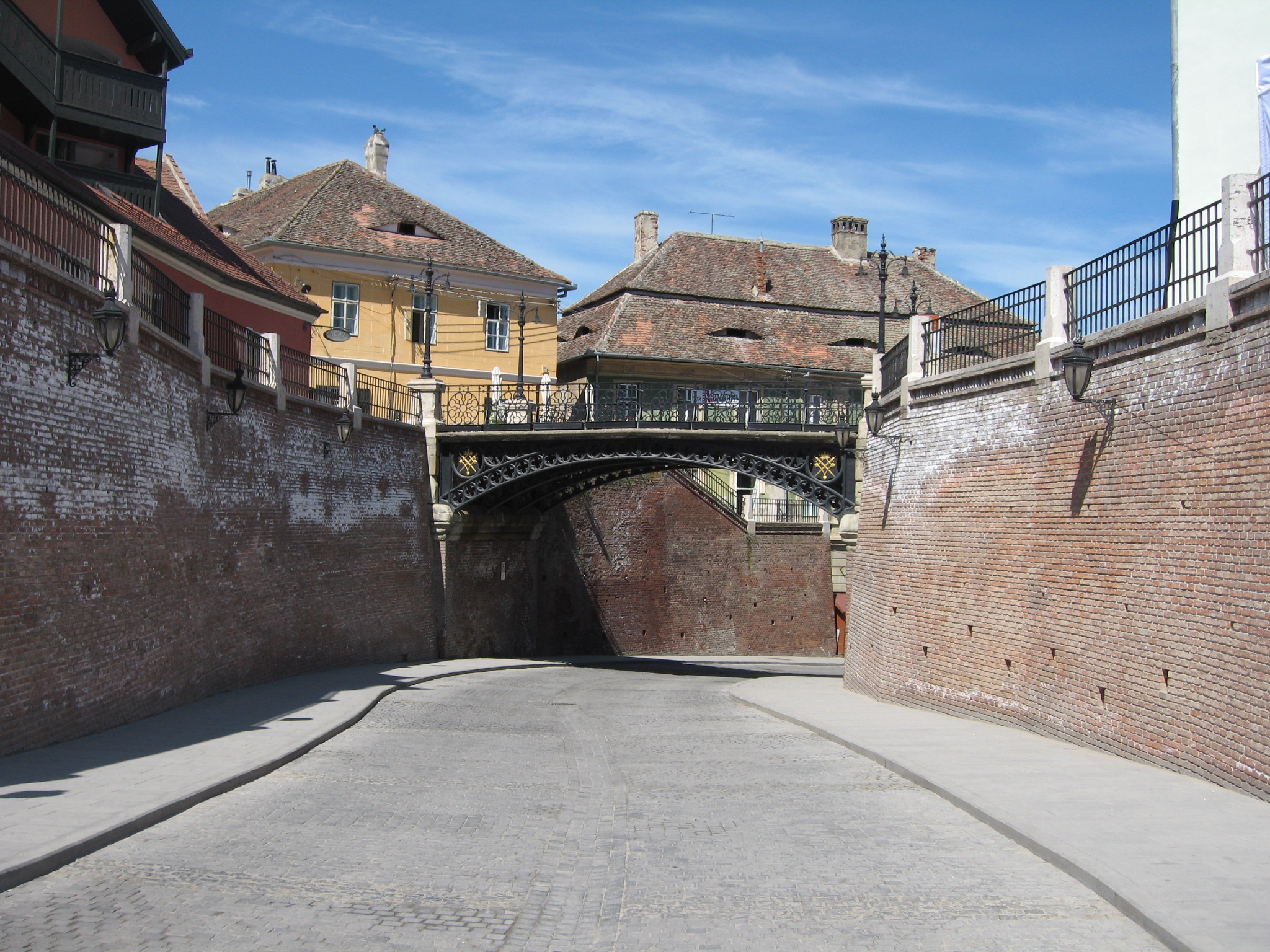
Podul Minciunilor văzut dinspre sud
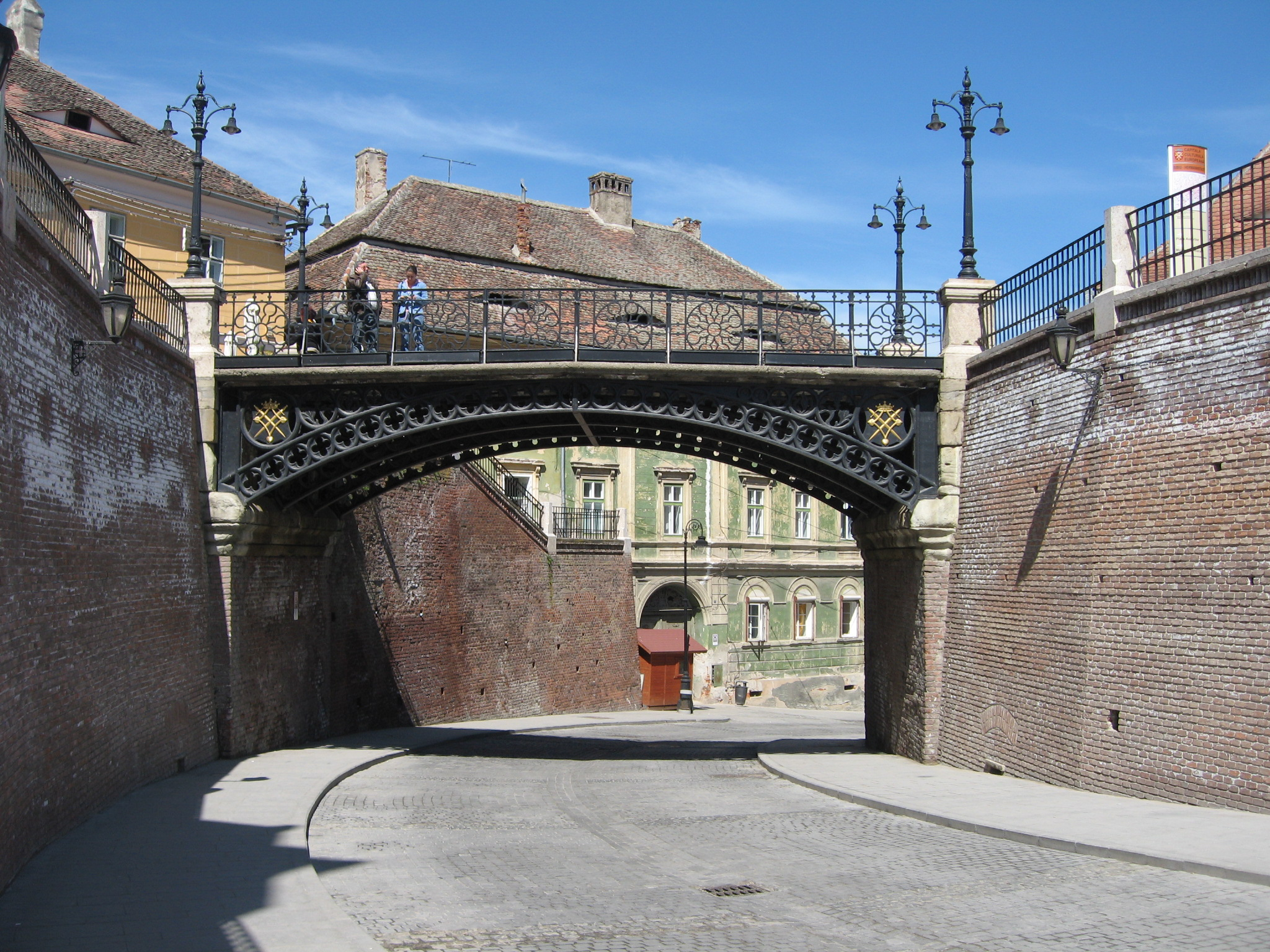
Podul Minciunilor văzut dinspre sud
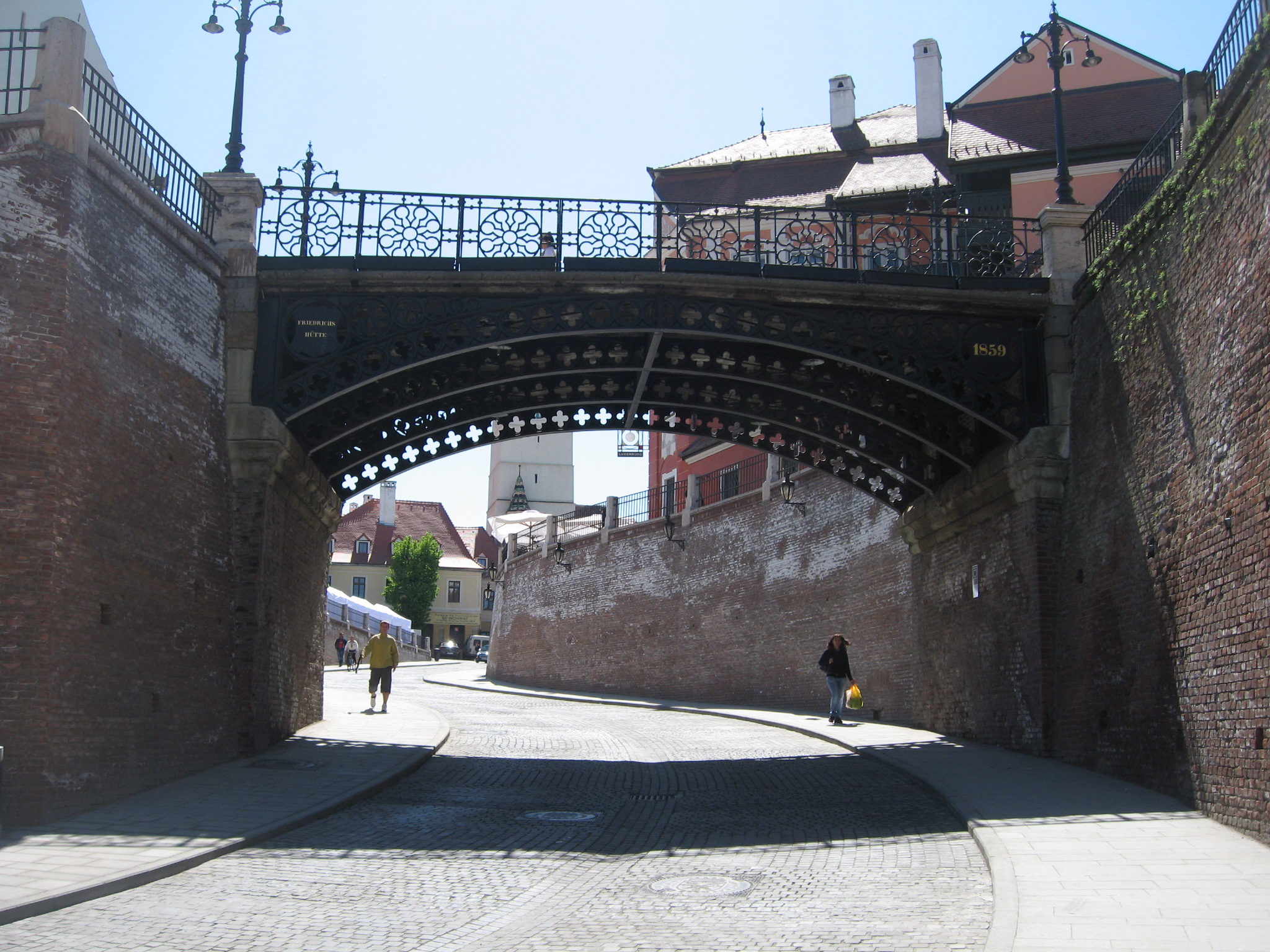
Podul Minciunilor văzut dinspre nord
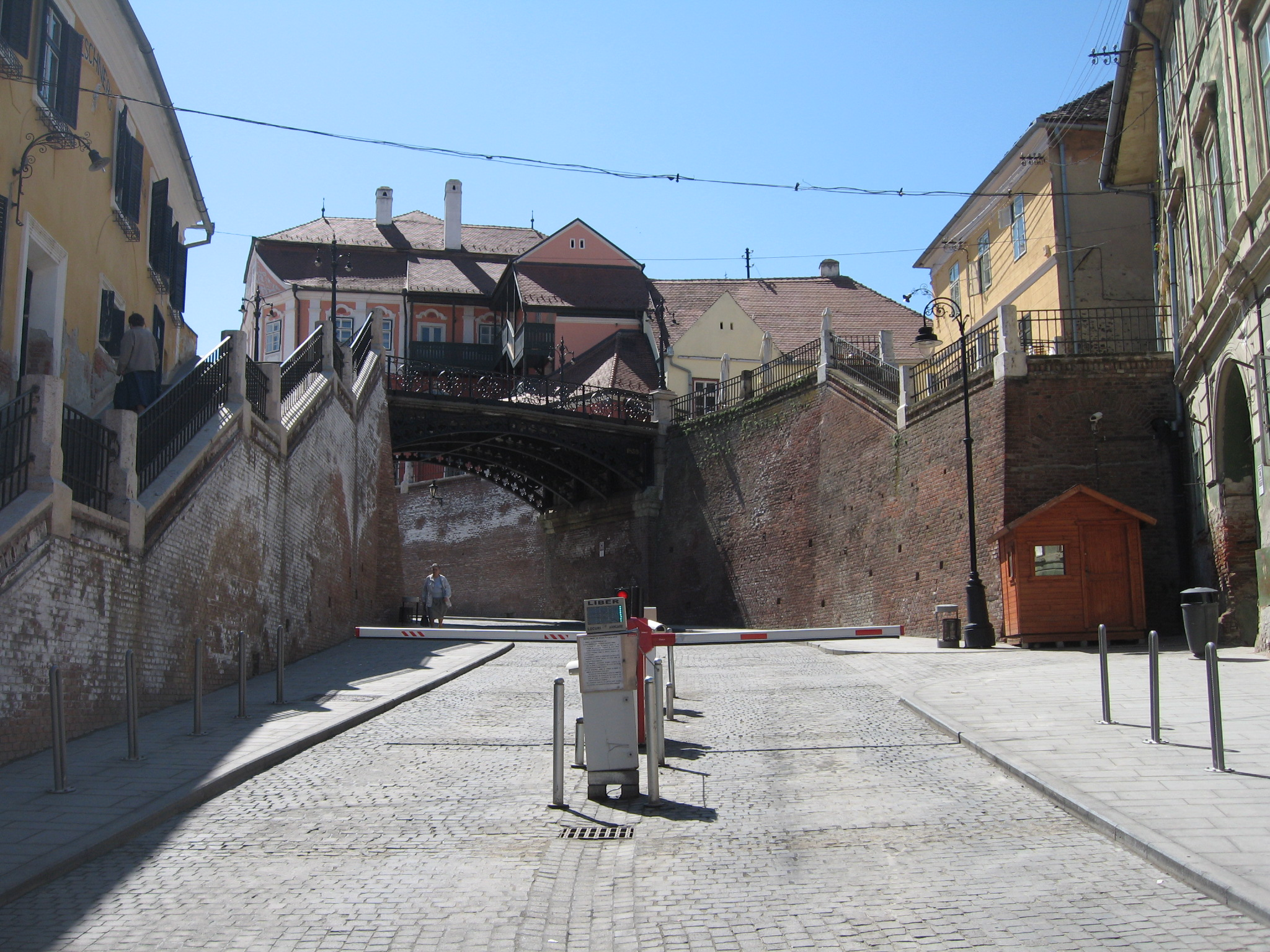
Podul Minciunilor văzut dinspre nord
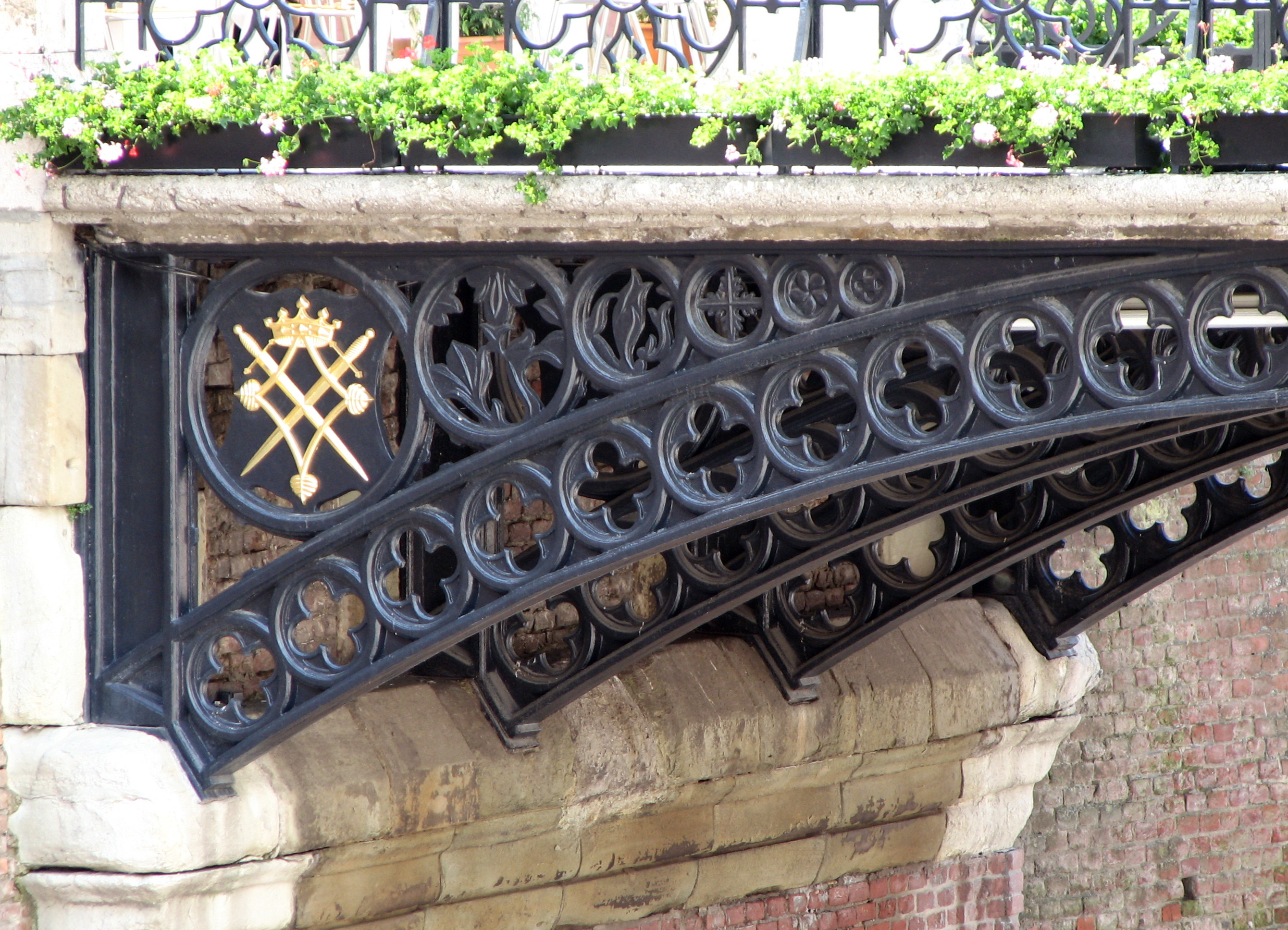
Stema Sibiului de pe Podul Minciunilor
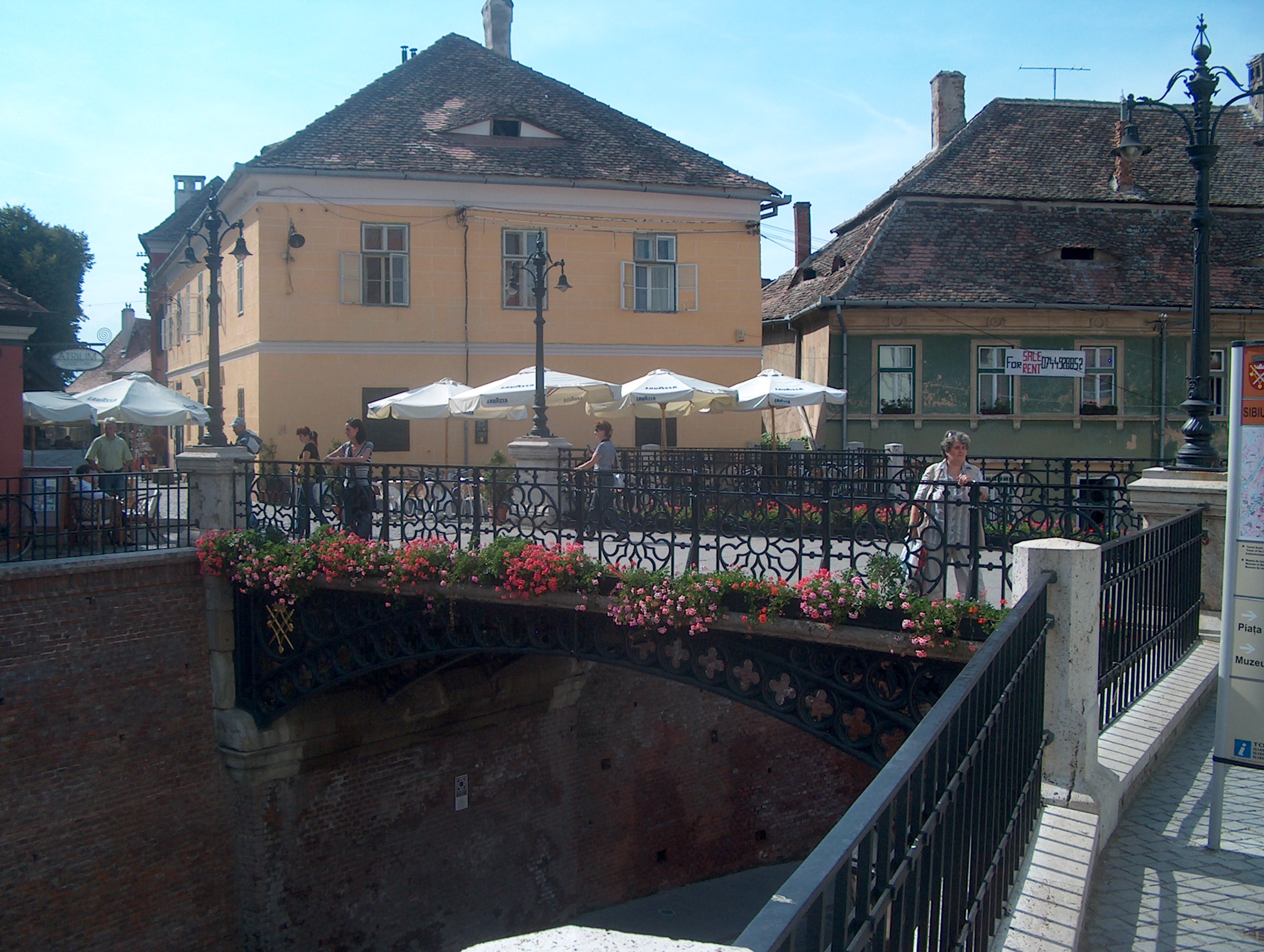
Podul Minciunilor din Sibiu, 2009
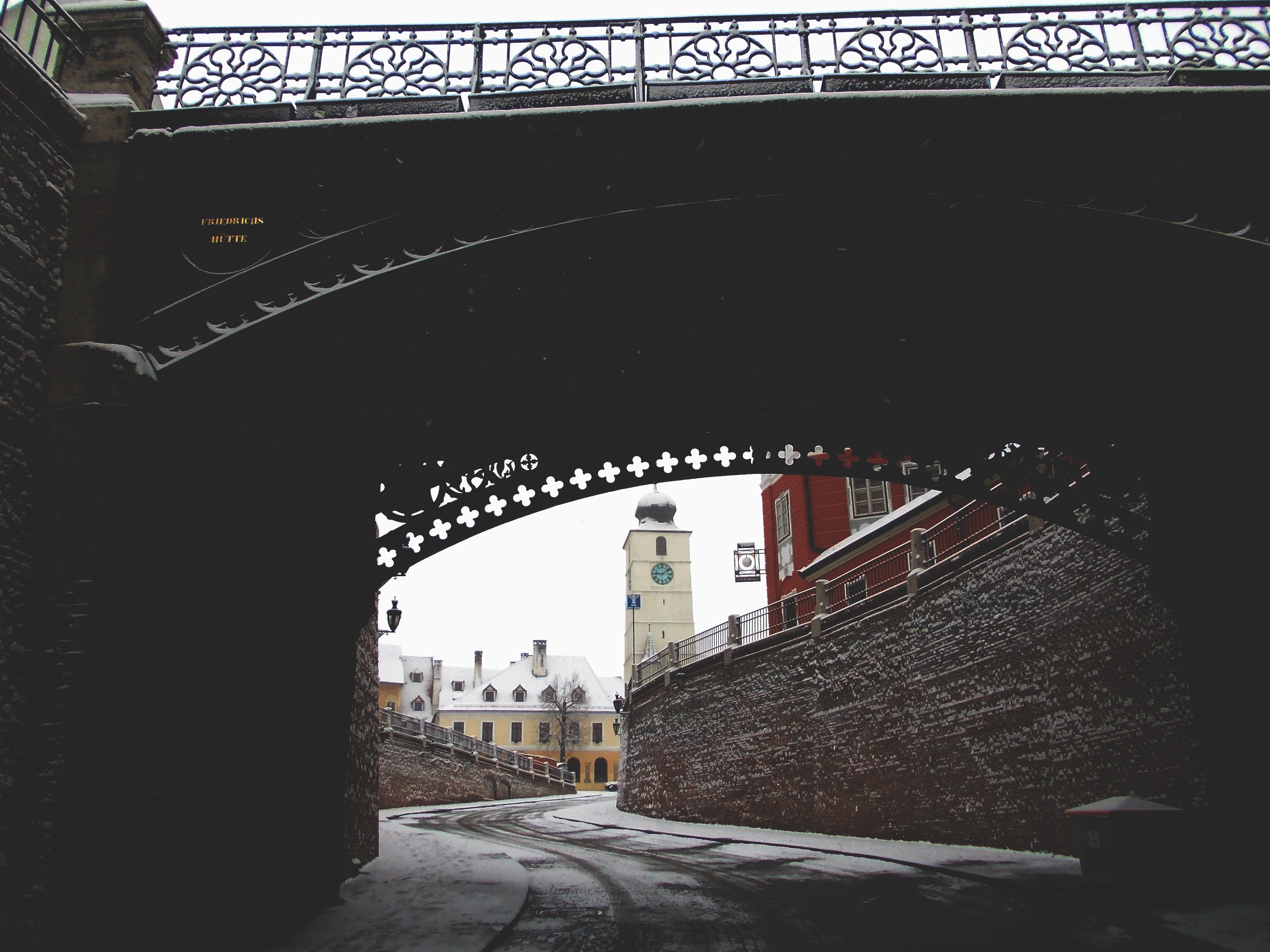
Podul Minciunilor, iarna , 2016